# Partit Social Liberal Croat
El Partit Social Liberal Croat (croat Hrvatska socijalno liberalna stranka, HSLS) és un partit polític de Croàcia de centredreta, membre de la Internacional Liberal i del PLDRE. El seu fundador i líder durant molt temps fou Dražen Budiša i l'actual president és Đurđa Adlešič.

## Història
El partit es va formar el 20 de maig de 1989 com a Unió Social Liberal Croata (Hrvatski socijalno liberalni savez). Va ser el primer partit polític de Croàcia format després de la reintroducció del sistema pluripartidista. Com a tal, va ser part de la Coalició d'Acord Popular durant les primeres eleccions lliures el 1990. El HSLS es va convertir en el principal partit d'oposició després de les eleccions presidencials i parlamentàries de 1992. Una facció es va separar el 1997 per formar el Partit Liberal.
El 1998 va crear una coalició permanent amb el Partit Socialdemòcrata de Croàcia que va guanyar les eleccions dos anys més tard, substituït el govern de la Unió Democràtica Croata i va formar el nou govern, juntament amb altres quatre partits. Tanmateix, el partit va patir una forta escissió el 2002 i va deixar el govern.
A les eleccions legislatives de 2003, una aliança de la HSLS i el Centre Democràtic va guanyar el 4,0% de vots i 3 dels 151 escons. Dos d'aquests escons foren ocupats pel HSLS. El partit dona suport a l'actual govern de Jadranka Kosor.
Després de les eleccions locals de 2005 es va anunciar que hi ha negociacions de fusió entre HSLS i el Partit Liberal. The latter dissolved itself, with membership and party infrastructure re-joining HSLS in January 2006. Aquest últim es va dissoldre i es va unir a la infraestructura del partit HSLS el gener de 2006. Đurđa Adlešič succeí Ivan Čehok com a líder del partit reunificat. A de les eleccions de 2007es va presentar amb els partits de l'oposició - Partit Camperol Croat i Aliança de Primorje-Gorski Kotar. Només va obtenir dos escons.

## Resultats electorals

### Eleccions Legislatives
| Any  | Coalició            | Vots      | %        | Escons   | +/–  | Govern            |
| Any  | Coalició            | Coalició  | Coalició | HSLS     | HSLS | Govern            |
| ---- | ------------------- | --------- | -------- | -------- | ---- | ----------------- |
| 1990 | KNS                 | 439,372   | 15.30    | 2 / 356  | Nou  | Oposició          |
| 1992 | Cap                 | 466,356   | 17.71    | 14 / 138 | =    | Oposició          |
| 1995 | Cap                 | 279,245   | 11.55    | 12 / 127 | 2    | Oposició          |
| 2000 | SDP–PGS–SBHS        | 1,138,318 | 38.70    | 25 / 151 | 13   | Coalició          |
| 2003 | DC                  | 100,335   | 4.00     | 2 / 151  | 23   | Oposició          |
| 2007 | HSS–PGS             | 161,814   | 6.50     | 2 / 153  | =    | Coalició          |
| 2011 | ZDS                 | 71,077    | 3.00     | 0 / 151  | 2    | Extraparlamentari |
| 2015 | Coalició Patriòtica | 771,070   | 33.46    | 2 / 151  | 2    | Suport extern     |
| 2016 | HDZ–HDS–HRAST       | 682,687   | 36.27    | 1 / 151  | 1    | Suport extern     |
| 2020 | HDZ–HDS             | 621,008   | 37.26    | 2 / 151  | 1    | Suport extern     |
| 2024 | HDZ–HNS–HDS–HSU     | 729,949   | 34.42    | 2 / 151  | =    | Suport extern     |

### Parlament Europeu
| Any  | Líder               | Coalició         | Vots     | %          | Escons | +/–  | Grup |
| Any  | Líder               | Coalició         | Coalició | Coalició   | HSLS   | HSLS | Grup |
| ---- | ------------------- | ---------------- | -------- | ---------- | ------ | ---- | ---- |
| 2013 | Miroslav Rožić      | HSS              | 28,646   | 3.86 (#4)  | 0 / 11 | Nou  | –    |
| 2014 | Nikica Gabrić       | FN–PGS–RI        | 22,098   | 2.40 (#6)  | 0 / 11 | =    | –    |
| 2019 | Saša Poljanec-Borić | Cap              | 5,876    | 0.55 (#16) | 0 / 12 | =    | –    |
| 2024 | Valter Flego        | Joc Net Llista 9 | 41,710   | 5.54 (#5)  | 0 / 12 | =    | –    |

1. ↑  Incloent IDS, NPS, SDSS, HNS, NS-R, Socialdemòcrates, Demòcrates, PGS i Llista per Rijeku.